# Chiesa di Santa Caterina (Brunico)
La chiesa di Santa Caterina è la parrocchiale patronale a Villa Santa Caterina (Aufhofen), frazione di Brunico, nella provincia autonoma di Bolzano. Fa parte del decanato di Brunico e la sua storia inizia nel XIV secolo.

## Storia

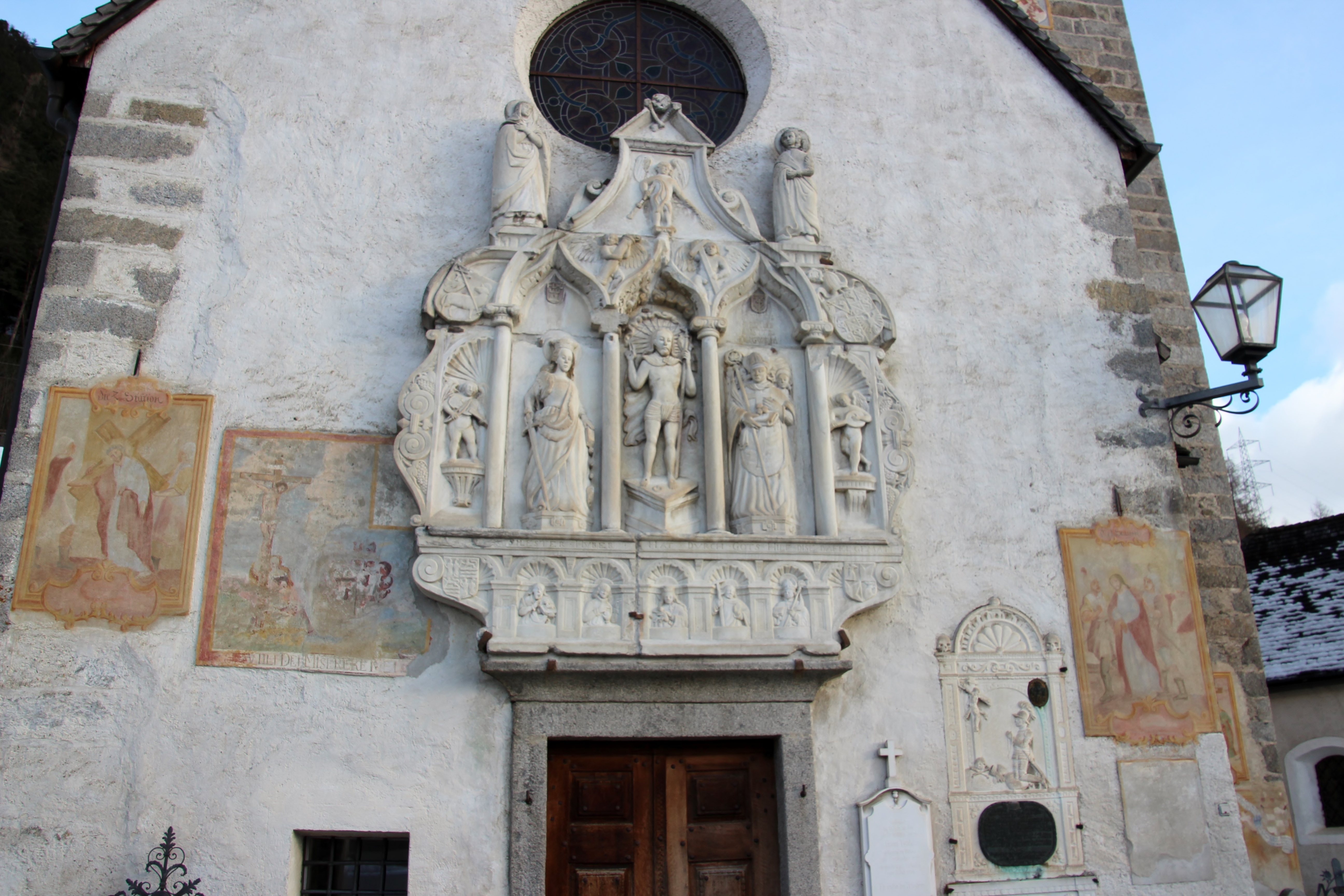
Trittico in marmo sul portale di accesso attribuito a Sylvester Hueber.

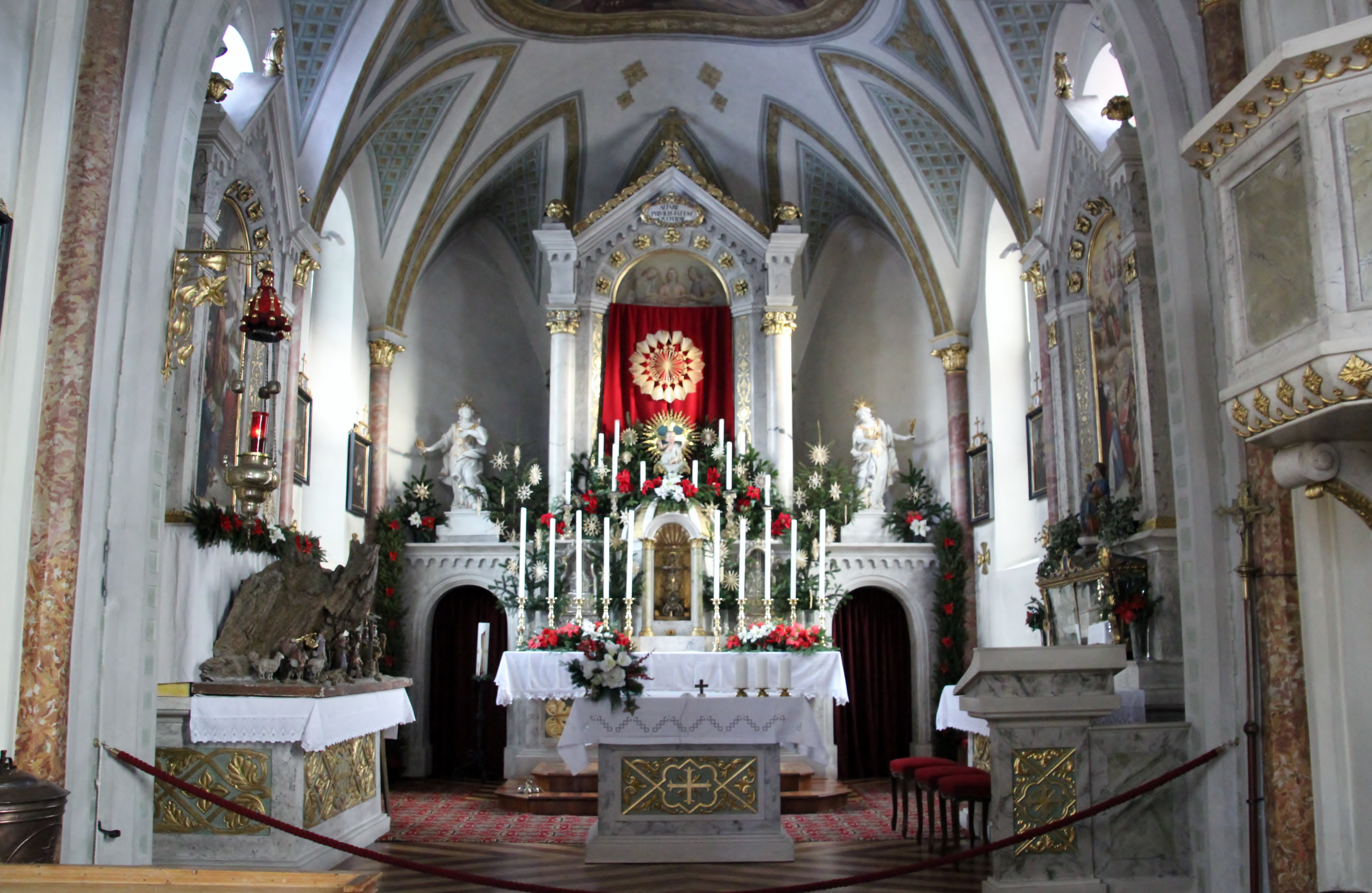
Altar maggiore della chiesa di Santa Caterina.

Il paese di Villa Santa Caterina rimase sede dell'amministrazione della diocesi di Bressanone sino al 1370.
Il luogo di culto, presente sul territorio da tempo, almeno sin dal XIV secolo, venne citato su documenti per la prima volta in occasione di lavori che lo riguardarono e finalizzati alla sua ristrutturazione, nel 1360.
Nuovamente l'edificio, attorno al XVI secolo, divenne oggetto di altri importanti lavori di restauro e ricostruzione e in tale occasione fu costruita la torre campanaria.
Durante la prima metà del XIX secolo vennero rinnovati gli arredi della sala.
Gli ultimi lavori che hanno riguardato l'edificio e anche parte dell'abitato di Villa Santa Caterina si sono svolti nel 2001. In tale occasione, durante una campagna di scavi sotto il tempio, fu recuperata un'antica spada in pietra focaia.

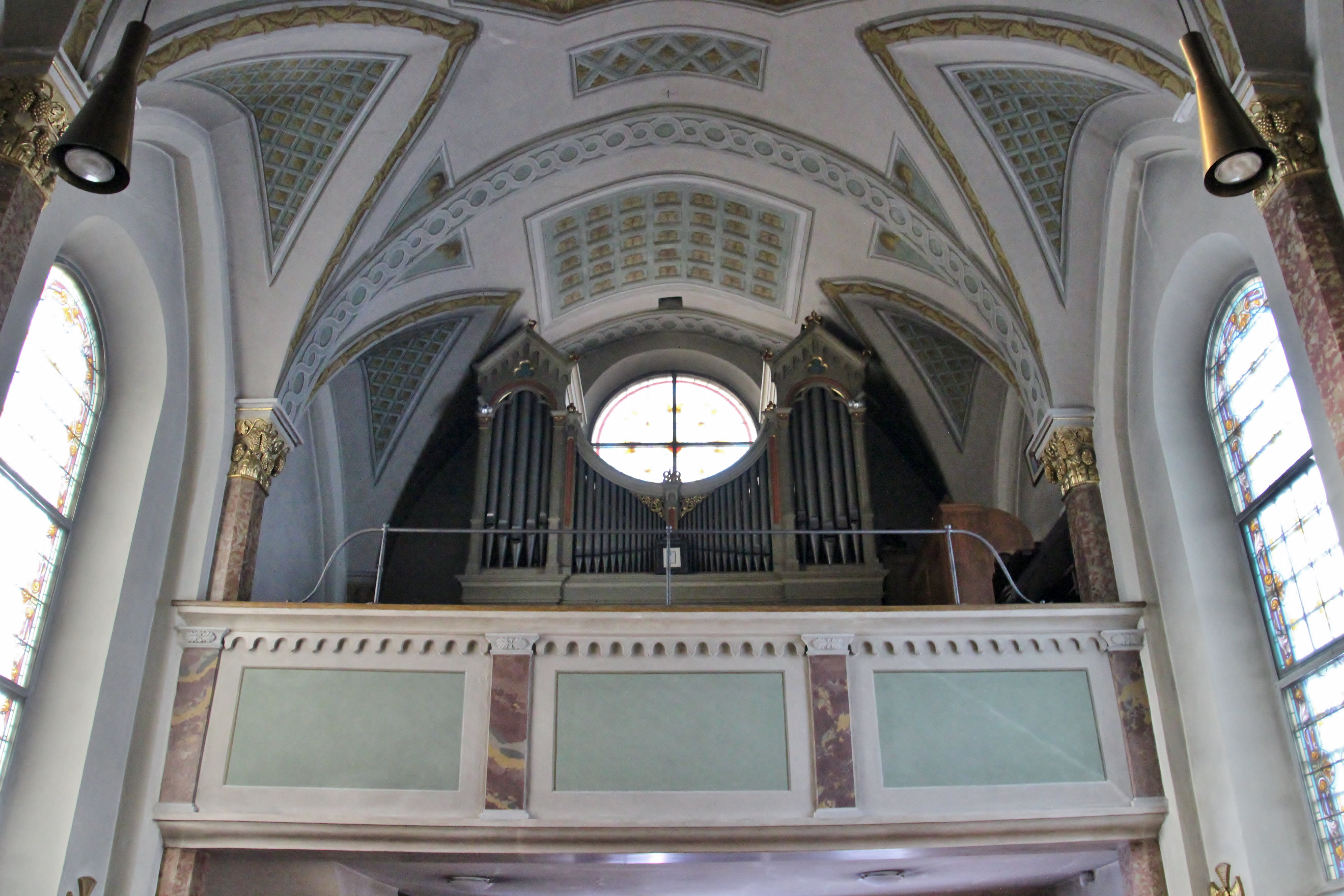
Cantoria con organo.

## Descrizione
La chiesa dedicata a santa Caterina si trova nella parte nord est dell'abitato della piccola frazione di Villa Santa Caterina, all'interno del perimetro delle mura del cimitero locale. L'orientamento è verso nord ovest.
I prospetti esterni sono ricchi di decorazioni ad affresco. Tra questi sono notevoli la Madonna col Bambino e Santi Giovanni Evangelista e Battista, che risale ai primi anni del XVI secolo, e una Crocifissione del XVIII secolo. All'esterno vi è conservata anche la lastra tombale Franz Dionysius von Rost, vescovo della diocesi di Coira morto nel 1754. Sopra il portale di accesso sulla facciata un trittico in marmo di gusto gotico e rinascimentale attribuito a Sylvester Hueber.
L'interno è a navata unica. Nella cantoria in controfacciata si trova l'organo a canne. Nella sala è conservata la veste liturgica che si ritiene sia appartenuta al vescovo Artemanno.